# Tibouchina araneicalyx
Tibouchina araneicalyx là một loài thực vật có hoa trong họ Mua. Loài này được J.R. Santiago mô tả khoa học đầu tiên năm 2004.